# 林科林科山
16°39′49″S 67°44′12″W / 16.66361°S 67.73667°W
林科林科山（Link'u Link'u），是玻利維亞的山峰，位於該國西部拉巴斯省的佩德羅多明戈穆里略省和南永加斯省，處於伊宜馬尼峰東南面，屬於安第斯山脈中玻利維亞瑞阿爾山脈的一部分，海拔高度5,244米。